# Marinette Pichon
Marinette Pichon född 26 november 1975 i Bar-sur-Aube, Frankrike, är en fransk före detta fotbollsspelare. Hon spelade VM i USA år 2003 med Frankrike. Pichon gjorde under sin karriär 81 mål för Frankrikes landslag.